# Barney's Hide and Seek
Barney's Hide and Seek é um jogo de 4 fases, do console Sega Mega Drive, inspirado numa grande série de televisão, para crianças, dos Estados Unidos.